# Station Tanjung Priuk
Tanjung Priuk is een spoorwegstation in de wijk Tanjung Priok van de Indonesische hoofdstad Jakarta.
Het werd ontworpen in 1916 door C. W. Koch, werd uiteindelijk in 1924 voltooid. 

## Bestemmingen
- KRL Jabotabek: Station Tanjung Priuk - Station Bekasi
- Jatiluhur: Station Tanjung Priuk - Station Bekasi - Station Kedunggedeh - Station Cikampek
- Walahar Ekspres: Station Tanjung Priuk - Station Bekasi - Station Kedunggedeh - Station Purwakarta

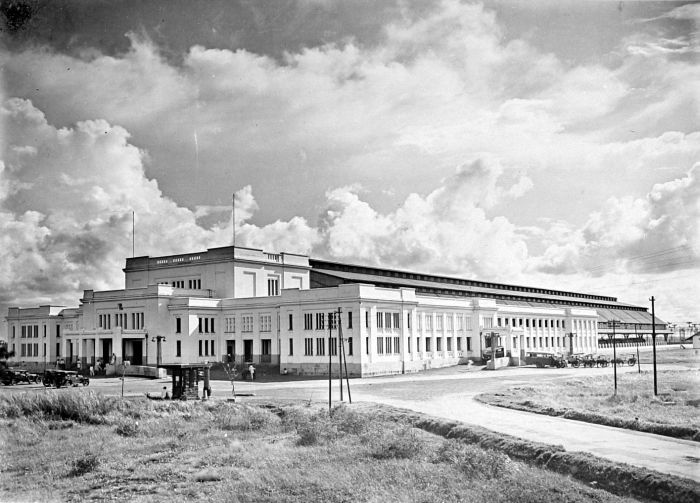
Station tussen 1930 en 1940

Ancol ·
Angke ·
Bojong Indah ·
Buaran ·
Cakung ·
Cawang ·
Cikini ·
Cipinang ·
Duren Kalibata ·
Duri ·
Gambir ·
Gang Sentiong ·
Gondangdia ·
Jakarta Kota ·
Jatinegara ·
Jayakarta ·
Juanda ·
Kalideres ·
Kampung Bandan ·
Karet ·
Kebayoran ·
Kemayoran ·
Klender ·
-Baru ·
Kramat ·
Lenteng Agung ·
Manggarai ·
Mangga Besar ·
Palmerah ·
Pasar Minggu ·
-Baru ·
Pasar Senen ·
Pesing ·
Rajawali ·
Rawa Buaya ·
Pondokjati ·
Sawah Besar ·
Sudirman ·
Tanahabang ·
Tanjung Barat ·
Tanjung Priok ·
Tebet ·
Universitas Pancasila